# Variable Valve Control
Il sistema VVC (Variable Valve Control) è una tecnologia sviluppata dal Gruppo Rover per il controllo della fasatura delle valvole e applicata con alcune varianti su motori ad elevate prestazioni dell'azienda, come il Serie K da 1800 cm³.
Il sistema è in grado di variare i tempi di apertura delle valvole d'aspirazione tramite un meccanismo complesso e raffinato che controlla la velocità del relativo albero a camme, al fine di migliorare l'ottimizzazione del motore a seconda delle diverse velocità e carichi.
Questo meccanismo è in grado di aumentare o diminuire la velocità di rotazione dell'albero a camme rispetto a quella dell'albero motore in diversi momenti del ciclo termico. Per aumentare il tempo d'apertura delle valvole di aspirazione il sistema rallenta la rotazione del corrispondente albero a camme durante la fase d'apertura; quando le valvole si richiudono il sistema riaccelera la rotazione dell'albero per ripristinarne la fasatura con l'albero motore.
Il sistema ha il vantaggio di poter essere continuamente variabile, invece che passare da un set di velocità ad un altro come in altri sistemi, e questo permette una maggiore flessibilità.

Il principale svantaggio risiede nella sua complessità, soprattutto se confrontato con altri sistemi che raggiungono risultati paragonabili ma con minor costo e migliore affidabilità.
Il motore Serie K con tecnologia VVC è adottato anche in veicoli non MG/Rover: Ariel Atom, Lotus Elise, Caterham 7, Caterham 21, GTM Libra.